# Lekane

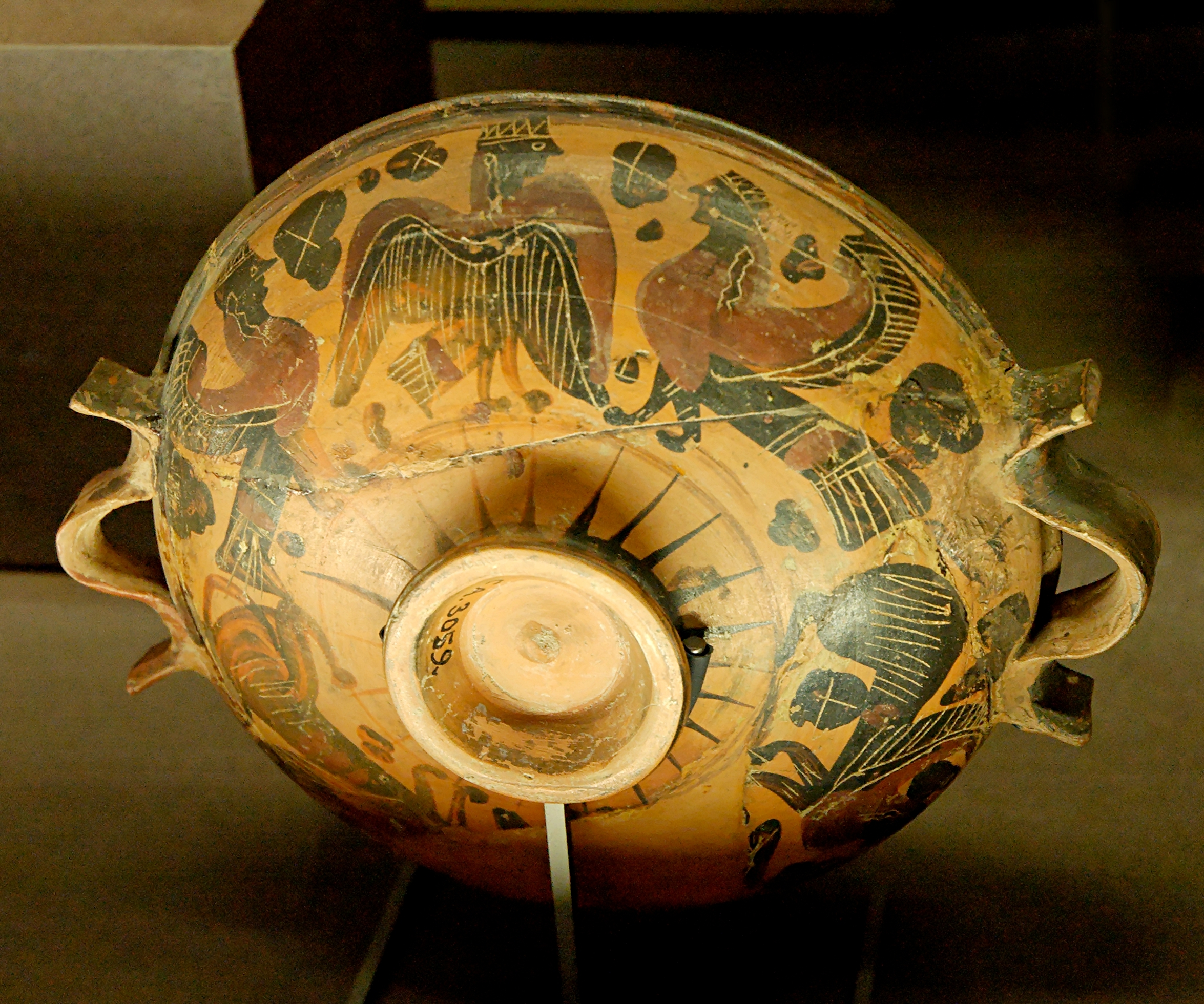
Attische schwarzfigurige Lekane des Polos-Malers, um 600/575 v. Chr.

Die Lekane (altgriechisch λεκάνη lekánē, deutsch ‚Schüssel‘) ist eine Form der antiken griechischen Vasen. Es handelt sich um eine flache Schüssel, an deren Seiten zwei horizontale Henkel angebracht sind. Anders als bei der ähnlichen Lekanis gibt es bei der Lekane keinen Deckel. Zudem ist sie meist größer. Die Verwendung ist nicht ganz gesichert, wahrscheinlich diente die Lekane zum Aufbewahren von Speisen, möglicherweise auch von Öl oder ähnlichem. Sie waren ein beliebter Bildträger der griechischen Vasenmalerei.